# 외로주 플라카 페수
외로주 메메 플라카 페수(프랑스어: Euloge Mèmè Placca Fessou, 1994년 12월 31일 ~ )는 K리그2의 전남 드래곤즈에서 공격수로 활동 중인 토고의 축구 선수이다. K리그 등록명은 플라카이다.